# Евакуація острова Оушен
Евакуація острова Оушен — події часів Другої світової війни, пов'язані з полишенням австралійцями тихоокеанського острова Оушен (Банаба), розташованого між островом Науру на заході та островами Гілберта на сході.
Після нападу німецьких рейдерів у грудні 1940-го на острів Науру австралійське командування вирішило організувати оборону острова Оушен, котрий, так само як і Науру, був великим центром видобутку фосфатів. У лютому 1941-го сюди прибув невеликий загін, сформований в полку 2/13 польової артилерії, з двома 18-фунтовими (83,8-мм) гарматами. В серпні того ж року гарнізон підсилили за рахунок військовослужбовців із 31-го та 51-го піхотних батальйонів (через пару років будуть об'єднані у 31/51 батальйон, котрий візьме участь у кампаніях на Новій Гвінеї та Бугенвілі). У грудні 1941-го майже всіх європейців на острові, яких тоді тут було 60 осіб, включили до підрозділу територіальної оборони.
О 8 годині ранку 8 грудня, у день нападу на Перл-Гарбор (Оушен знаходиться західніше від лінії зміни дат, тому за місцевим часом тут вже було саме 8 грудня), на острів здійснив атаку японський літак, котрий скинув три бомби поблизу будівлі адміністрації, проте не завдав ані жертв, ані пошкоджень. Наступного дня на Оушен здійснили наліт вже три літака, котрі скинули понад десяток бомб та здійснили обстріл із кулеметів, втім, і на цей раз обійшлось без жертв. В подальшому японська авіація майже щоденно здійснювала розвідувальні польоти над островом та періодично провадила бомбардування.
10 грудня японські сили висадились у північній частині островів Гілберта. Враховуючи, що наявні на Оушені сили створювались з розрахунку на протидію рейдерам та навряд чи могли вчинити ефективний спротив японському десанту, почалась підготовка до полишення цього острова. Зокрема, доклали чимало зусиль щоб вивести з ладу фосфатне виробництво, для чого провели руйнування портових потужностей та канатних доріг, пошкодили або демонтували головне обладнання, а також знищили основну документацію. Також зняли з вогневих позицій гармати, котрих на той момент було чотири.
28 лютого 1942-го до Оушену прибув французький есмінець Le Triomphant, який протягом години прийняв на борт всіх призначених для евакуації. Окрім зазначених вище шести десятків цивільних європейських співробітників фосфатної компанії, з острова вивезли дві сотні китайських робітників, по відношенню до яких можливо було очікувати японських репресій. На Оушені залишилось 6 європейців (2 представника фосфатної компанії, по одному представнику адміністрації та поштової служби і 2 священники) та біля 1300 мікронезійців, в тому числі біля 500 місцевих банабійців та 800 робітників, привезених з островів Гілберта та Елліс (в подальшому більшість з них були депортовані з острова японцями, а інші наприкінці війни знищені у масовій різанині).
Наприкінці серпня 1942-го на острові Оушен нарешті висадились японці.